# Ginástica artística nos Jogos Olímpicos de Verão de 2024 - Individual geral masculino
A competição do individual geral masculino da ginástica artística nos Jogos Olímpicos de Verão de 2024 foi realizada na Bercy Arena em Paris, França, em 27 e 31 de julho de 2024. Um total de 44 ginastas de 23 Comitês Olímpicos Nacionais (CON) participaram do evento na fase qualificatória.

## Qualificação
Um CON poderia inscrever até cinco ginastas qualificados. Um total de 96 vagas de cota foram alocadas para ginástica artística masculina.
As 12 equipes que se classificaram enviaram cinco ginastas para a competição por equipes, para um total de 60 das 96 vagas de cota. As três melhores equipes no Campeonato Mundial de Ginástica Artística de 2022 (China, Japão e Grã-Bretanha) e as nove melhores equipes (excluindo as já classificadas) no Campeonato Mundial de Ginástica Artística de 2023 (Estados Unidos, Canadá, Alemanha, Itália, Suíça, Espanha, Turquia, Países Baixos e Ucrânia) ganharam essas vagas.
As 36 vagas restantes foram concedidas individualmente, sendo que cada ginasta poderia ganhar apenas uma vaga. Elas foram preenchidas por meio de diversos critérios baseados no Campeonato Mundial de 2023, na série da Copa do Mundo de Ginástica Artística de 2024, campeonatos continentais, garantia do país sede, garantia de realocação e convite da Comissão Tripartite.
Apenas os ginastas que competiram em todos os seis exercícios de aparelhos na fase qualificatória foram classificados no individual geral.

## Formato
Os 24 melhores ginastas na qualificatória (limite de dois por CON) avançaram para a final. Os finalistas realizaram um exercício adicional em cada aparelho. As pontuações da qualificatória foram então ignoradas, com apenas as pontuações da rodada final contando. A pontuação foi de acordo com o Código de Pontos da Federação Internacional de Ginástica.

## Calendário
Horário local (UTC+2)
| Data        | Horário | Fase           | Fase         |
| ----------- | ------- | -------------- | ------------ |
| 27 de julho | 11:00   | Qualificatória | Subdivisão 1 |
| 27 de julho | 15:30   | Qualificatória | Subdivisão 2 |
| 27 de julho | 20:00   | Qualificatória | Subdivisão 3 |
| 31 de julho | 17:30   | Final          | Final        |

## Medalhistas
| Ouro   | JPN Shinnosuke Oka |
| Prata  | CHN Zhang Boheng   |
| Bronze | CHN Xiao Ruoteng   |

## Resultados

### Qualificatória
Os ginastas que se classificaram entre os vinte e quatro melhores avançaram para a final. No caso de dois ou mais ginastas de um mesmo CON estando entre os vinte e quatro melhores, o próximo classificado após eles avançam para a final.
| Pos. | Ginasta                 |        |        |        |        |        |        | Total  | Notas |
| ---- | ----------------------- | ------ | ------ | ------ | ------ | ------ | ------ | ------ | ----- |
| 1    | CHN Zhang Boheng        | 14.466 | 14.333 | 14.666 | 14.666 | 15.333 | 15.133 | 88.597 | Q     |
| 2    | JPN Shinnosuke Oka      | 14.333 | 14.466 | 14.000 | 14.233 | 15.300 | 14.533 | 86.865 | Q     |
| 3    | JPN Daiki Hashimoto     | 13.733 | 14.466 | 13.733 | 14.566 | 14.833 | 13.733 | 85.064 | Q     |
| 4    | CHN Xiao Ruoteng        | 13.666 | 14.266 | 13.600 | 14.733 | 14.800 | 13.833 | 84.898 | Q     |
| 5    | GBR Jake Jarman         | 14.966 | 14.266 | 12.900 | 15.166 | 14.266 | 13.333 | 84.897 | Q     |
| 6    | GBR Joe Fraser          | 13.533 | 14.000 | 13.700 | 14.300 | 14.933 | 14.200 | 84.666 | Q     |
| 7    | UKR Oleg Verniaiev      | 13.066 | 15.033 | 13.600 | 14.866 | 15.266 | 12.800 | 84.631 | Q     |
| 8    | ITA Yumin Abbadini      | 13.933 | 14.200 | 13.400 | 14.000 | 14.200 | 14.200 | 83.933 | Q     |
| 9    | PHI Carlos Yulo         | 14.766 | 13.066 | 13.000 | 14.800 | 14.533 | 13.466 | 83.631 | Q     |
| 10   | USA Fred Richard        | 13.833 | 13.633 | 13.500 | 13.933 | 14.433 | 14.166 | 83.498 | Q     |
| 11   | UKR Illia Kovtun        | 14.533 | 13.466 | 13.066 | 14.166 | 15.166 | 12.766 | 83.163 | Q     |
| 12   | SUI Matteo Giubellini   | 13.800 | 14.233 | 13.233 | 13.900 | 14.500 | 13.400 | 83.066 | Q     |
| 13   | USA Paul Juda           | 13.966 | 13.600 | 13.400 | 14.533 | 14.033 | 13.333 | 82.865 | Q     |
| 14   | HUN Krisztofer Mészáros | 12.900 | 13.633 | 13.500 | 14.366 | 14.733 | 13.666 | 82.798 | Q     |
| 15   | AUS Jesse Moore         | 13.966 | 13.700 | 13.033 | 14.233 | 14.200 | 13.566 | 82.698 | Q     |
| 16   | ITA Mario Macchiati     | 13.566 | 13.833 | 13.400 | 14.500 | 13.766 | 13.166 | 82.231 | Q     |
| 17   | NED Casimir Schmidt     | 13.700 | 13.300 | 13.766 | 13.900 | 14.066 | 13.366 | 82.098 | Q     |
| 18   | KAZ Milad Karimi        | 14.433 | 13.266 | 13.000 | 14.300 | 14.366 | 12.700 | 82.065 | Q     |
| 19   | BRA Diogo Soares        | 13.100 | 13.600 | 13.033 | 14.200 | 13.933 | 14.133 | 81.999 | Q     |
| 20   | SUI Florian Langenegger | 13.633 | 13.633 | 12.933 | 14.433 | 14.166 | 13.100 | 81.898 | Q     |
| 21   | SUI Noe Seifert         | 14.100 | 13.866 | 13.366 | 14.066 | 14.600 | 11.800 | 81.798 |       |
| 22   | CAN Félix Dolci         | 14.133 | 11.133 | 13.366 | 14.333 | 14.400 | 14.133 | 81.498 | Q     |
| 23   | NED Frank Rijken        | 13.600 | 13.400 | 12.933 | 13.300 | 14.600 | 13.400 | 81.233 | Q     |
| 24   | GER Nils Dunkel         | 12.600 | 14.556 | 13.700 | 13.600 | 13.966 | 12.800 | 81.232 | Q     |
| 25   | ITA Lorenzo Minh Casali | 14.000 | 11.700 | 13.600 | 14.433 | 14.000 | 13.433 | 81.166 |       |
| 26   | CAN René Cournoyer      | 13.333 | 13.033 | 13.933 | 13.766 | 14.333 | 12.400 | 80.798 | Q     |
| 27   | ESP Joel Plata          | 14.166 | 13.566 | 13.433 | 12.933 | 12.433 | 13.666 | 80.197 | R1    |
| 28   | UZB Abdulla Azimov      | 12.966 | 14.400 | 12.166 | 13.866 | 13.766 | 12.800 | 79.964 | R2    |
| 29   | CAN Samuel Zakutney     | 13.233 | 12.233 | 12.600 | 13.633 | 13.966 | 14.033 | 79.698 |       |
| 30   | USA Brody Malone        | 12.666 | 12.100 | 14.233 | 13.833 | 14.533 | 12.233 | 79.598 |       |
| 31   | TUR Emre Dodanlı        | 12.800 | 11.766 | 12.866 | 14.466 | 13.966 | 13.733 | 79.597 | R3    |
| 32   | GBR Luke Whitehouse     | 14.533 | 11.733 | 12.400 | 14.500 | 13.900 | 12.466 | 79.532 |       |
| 33   | CYP Marios Georgiou     | 13.266 | 13.400 | 12.900 | 13.966 | 11.600 | 14.366 | 79.498 | R4    |

### Final
Os ginastas com as melhores pontuações após competirem nos seis aparelhos conquistam as medalhas.
| Pos.              | Ginasta                 |        |        |        |        |        |        | Total  |
| ----------------- | ----------------------- | ------ | ------ | ------ | ------ | ------ | ------ | ------ |
| Medalha de ouro   | JPN Shinnosuke Oka      | 14.566 | 14.500 | 13.866 | 14.300 | 15.100 | 14.500 | 86.832 |
| Medalha de prata  | CHN Zhang Boheng        | 13.233 | 14.333 | 14.600 | 14.500 | 15.300 | 14.633 | 86.599 |
| Medalha de bronze | CHN Xiao Ruoteng        | 14.333 | 14.266 | 13.800 | 14.833 | 14.766 | 14.366 | 86.364 |
| 4                 | UKR Illia Kovtun        | 14.700 | 14.633 | 13.333 | 14.266 | 15.400 | 13.833 | 86.165 |
| 5                 | GBR Joe Fraser          | 14.300 | 13.700 | 14.000 | 14.333 | 14.933 | 14.266 | 85.532 |
| 6                 | JPN Daiki Hashimoto     | 14.633 | 12.966 | 13.400 | 14.766 | 14.433 | 14.400 | 84.598 |
| 7                 | GBR Jake Jarman         | 14.900 | 14.066 | 12.800 | 15.166 | 14.300 | 13.333 | 84.565 |
| 8                 | UKR Oleg Verniaiev      | 13.933 | 14.833 | 13.533 | 14.400 | 15.000 | 12.700 | 84.399 |
| 9                 | HUN Krisztofer Mészáros | 13.933 | 14.100 | 13.400 | 14.400 | 14.300 | 13.766 | 83.899 |
| 10                | SUI Matteo Giubellini   | 14.100 | 14.533 | 13.300 | 13.800 | 14.033 | 13.566 | 83.332 |
| 11                | ITA Yumin Abbadini      | 13.900 | 14.166 | 13.333 | 14.033 | 13.966 | 13.800 | 83.198 |
| 12                | PHI Carlos Yulo         | 14.333 | 11.900 | 13.933 | 14.766 | 14.500 | 13.600 | 83.032 |
| 13                | NED Casimir Schmidt     | 13.666 | 13.900 | 13.833 | 14.400 | 13.633 | 13.066 | 82.498 |
| 14                | USA Paul Juda           | 13.533 | 13.866 | 13.433 | 13.733 | 13.866 | 13.766 | 82.197 |
| 15                | USA Fred Richard        | 13.200 | 12.733 | 13.600 | 14.100 | 14.133 | 14.400 | 82.166 |
| 16                | SUI Florian Langenegger | 14.066 | 13.566 | 13.366 | 14.133 | 13.700 | 13.033 | 81.864 |
| 17                | CAN René Cournoyer      | 13.600 | 13.100 | 13.700 | 13.733 | 14.300 | 13.300 | 81.733 |
| 18                | GER Nils Dunkel         | 13.333 | 14.466 | 13.566 | 13.700 | 13.466 | 13.166 | 81.697 |
| 19                | ITA Mario Macchiati     | 13.666 | 13.966 | 13.300 | 14.166 | 13.233 | 13.166 | 81.497 |
| 20                | CAN Félix Dolci         | 14.366 | 12.533 | 13.766 | 14.366 | 14.333 | 11.733 | 81.097 |
| 21                | AUS Jesse Moore         | 12.533 | 14.466 | 12.866 | 14.333 | 13.866 | 12.366 | 80.430 |
| 22                | NED Frank Rijken        | 13.433 | 12.733 | 12.733 | 13.733 | 14.266 | 13.400 | 80.298 |
| 23                | BRA Diogo Soares        | 13.133 | 11.566 | 12.033 | 14.500 | 13.733 | 13.733 | 78.698 |
| 24                | KAZ Milad Karimi        | 13.433 | 8.533  | 12.933 | 14.400 | 14.066 | 12.700 | 76.065 |